# Théorème de Coppel
En mathématiques, et plus particulièrement en analyse, le théorème de Coppel, publié en 1955, est un théorème sur la convergence des suites numériques découvert par William Coppel.

## Énoncé
On considère une fonction continue {\displaystyle f} définie sur un intervalle réel fermé {\displaystyle I=[a,b]}, et à valeurs dans ce même intervalle. On dit qu'un nombre {\displaystyle x} de {\displaystyle I} est 1-périodique (pour {\displaystyle f}) s'il est un point fixe de {\displaystyle f}, c'est-à-dire si {\displaystyle f(x)=x}. On dit qu'il est 2-périodique s'il n'est pas un point fixe, mais que {\displaystyle f(f(x))=x}. Dans ce cas, {\displaystyle \{x,f(x)\}} est appelé un 2-cycle. On définit de la même façon un nombre n-périodique pour {\displaystyle f} et les n-cycles correspondants.
Le théorème de Coppel dit que si {\displaystyle f} ne possède pas de 2-cycle, alors pour tout nombre {\displaystyle x} de l'intervalle, la suite récurrente {\displaystyle (u_{n})_{n}}, définie par {\displaystyle u_{0}=x} et {\displaystyle u_{n+1}=f(u_{n})} pour tout entier n, est convergente.
On remarque aisément que la réciproque est vraie, car si {\displaystyle f} a un 2-cycle, {\displaystyle \{x_{0},f(x_{0})\}}, la suite récurrente définie par {\displaystyle u_{0}=x_{0}} et {\displaystyle u_{n+1}=f(u_{n})} oscille indéfiniment entre les deux valeurs {\displaystyle x_{0}} et {\displaystyle f(x_{0})} et donc ne converge pas.
Ce théorème est puissant car il permet de démontrer le phénomène de doublement de période de la suite logistique pour  {\displaystyle \mu \in [3,\mu _{\infty }]},.